# Canton de Saint-Sébastien-sur-Loire
Le canton de Saint-Sébastien-sur-Loire est une circonscription électorale française du département de la Loire-Atlantique.

## Histoire
Un nouveau découpage territorial de la Loire-Atlantique entre en vigueur à l'occasion des élections départementales de 2015. Il est défini par le décret du 25 février 2014, en application des lois du 17 mai 2013 (loi organique 2013-402 et loi 2013-403). Les conseillers départementaux sont, à compter de ces élections, élus au scrutin majoritaire binominal mixte. Les électeurs de chaque canton élisent au Conseil départemental, nouvelle appellation du Conseil général, deux membres de sexe différent, qui se présentent en binôme de candidats. Les conseillers départementaux sont élus pour 6 ans au scrutin binominal majoritaire à deux tours, l'accès au second tour nécessitant 12,5 % des inscrits au 1er tour. En outre la totalité des conseillers départementaux est renouvelée. Ce nouveau mode de scrutin nécessite un redécoupage des cantons dont le nombre est divisé par deux avec arrondi à l'unité impaire supérieure si ce nombre n'est pas entier impair, assorti de conditions de seuils minimaux. Dans la Loire-Atlantique, le nombre de cantons passe ainsi de 59 à 31.
Le canton de Saint-Sébastien-sur-Loire est formé de communes des anciens cantons de Vertou-Vignoble (2 communes) et de Nantes-10 (1 commune). Il est entièrement inclus dans l'arrondissement de Nantes. Le bureau centralisateur est situé à Saint-Sébastien-sur-Loire.

## Représentation
| Période élective | Période élective | Mandat | Mandat   | Identité         | Nuance | Nuance | Qualité                                                                 |
| ---------------- | ---------------- | ------ | -------- | ---------------- | ------ | ------ | ----------------------------------------------------------------------- |
| 2015             | 2021             | 2015   | 2021     | Marcelle Chapeau |        | DVD    | Conseillère en assurances retraitée Maire de Haute-Goulaine (2014-2020) |
| 2015             | 2021             | 2015   | 2021     | Laurent Turquois |        | UDI    | Cadre supérieur Maire de Saint-Sébastien-sur-Loire (depuis oct. 2017)   |
| 2021             | 2028             | 2021   | en cours | Laurent Turquois |        | UDI    | Conseiller sortant                                                      |
| 2021             | 2028             | 2021   | en cours | Julie Voleau     |        | DVD    | Agent de recouvrement Adjointe au maire de Haute-Goulaine               |

### Résultats détaillés

#### Élections de mars 2015
À l'issue du 1er tour des élections départementales de 2015, deux binômes sont en ballottage : Marcelle Chapeau et Laurent Turquois (Union de la Droite, 40,55 %) et Michel Caillaud et Sylvie Roudil (PS, 33,38 %). Le taux de participation est de 51,3 % (16 298 votants sur 31 772 inscrits) contre 50,7 % au niveau départemental et 50,17 % au niveau national.
Au second tour, Marcelle Chapeau et Laurent Turquois (Union de la Droite) sont élus avec 52,34 % des suffrages exprimés et un taux de participation de 50,57 % (7 887 voix pour 16 068 votants et 31 772 inscrits).

#### Élections de juin 2021
Le premier tour des élections départementales de 2021 est marqué par un très faible taux de participation (33,26 % au niveau national). Dans le canton de Saint-Sébastien-sur-Loire, ce taux de participation est de 33,15 % (10 940 votants sur 33 004 inscrits) contre 31,09 % au niveau départemental. À l'issue de ce premier tour, deux binômes sont en ballottage : Laurent Turquois et Julie Voleau (Union au centre et à droite, 59,2 %) et Claude Cano et Christelle Dugast (Union à gauche, 40,8 %).
Le second tour des élections est marqué une nouvelle fois par une abstention massive équivalente au premier tour. Les taux de participation sont de 34,36 % au niveau national, 32,4 % dans le département et 35,36 % dans le canton de Saint-Sébastien-sur-Loire. Laurent Turquois et Julie Voleau (Union au centre et à droite) sont élus avec 58,49 % des suffrages exprimés (6 567 voix pour 11 668 votants et 33 002 inscrits),,.

## Composition
Le canton de Saint-Sébastien-sur-Loire comprend trois communes entières.
| Nom                                               | Code Insee | Intercommunalité                | Superficie (km2) | Population (dernière pop. légale) | Densité (hab./km2) | Modifier                                    |
| ------------------------------------------------- | ---------- | ------------------------------- | ---------------- | --------------------------------- | ------------------ | ------------------------------------------- |
| Saint-Sébastien-sur-Loire (bureau centralisateur) | 44190      | Nantes Métropole                | 11,66            | 28 373 (2022)                     | 2 433              | modifier les données · modifier les données |
| Basse-Goulaine                                    | 44009      | Nantes Métropole                | 13,74            | 9 617 (2022)                      | 700                | modifier les données · modifier les données |
| Haute-Goulaine                                    | 44071      | CA Clisson Sèvre et Maine Agglo | 20,59            | 5 992 (2022)                      | 291                | modifier les données · modifier les données |
| Canton de Saint-Sébastien-sur-Loire               | 4429       |                                 | 45,99            | 43 982 (2022)                     | 956                | modifier les données                        |

## Démographie
En 2022, le canton comptait 43 982 habitants, en évolution de +6 % par rapport à 2016 (Loire-Atlantique : +6,68 %, France hors Mayotte : +2,11 %).
| 2013   | 2018   | 2022   |
| ------ | ------ | ------ |
| 39 543 | 42 309 | 43 982 |